# Емілі Крейґ
Емілі Крейґ (30 листопада 1992 , Пембері, Кент ) — британська веслувальниця, олімпійська чемпіонка 2024 року, чемпіонка світу Європи.

## Виступи на Олімпіадах
| Олімпіада  | Дисципліна               | Місце |
| ---------- | ------------------------ | ----- |
| Токіо 2020 | парні двійки, легка вага | 4     |
| Париж 2024 | парні двійки, легка вага | 1     |

## Зовнішні посилання
- Емілі Крейґ на сайті World Rowing (англійська)
- Емілі Крейґ на сайті Olympics.com (англійська)
- Емілі Крейґ на сайті Olympedia (англійська)
- Емілі Крейґ на сайті British Olympic Association (англійська)